# 献血

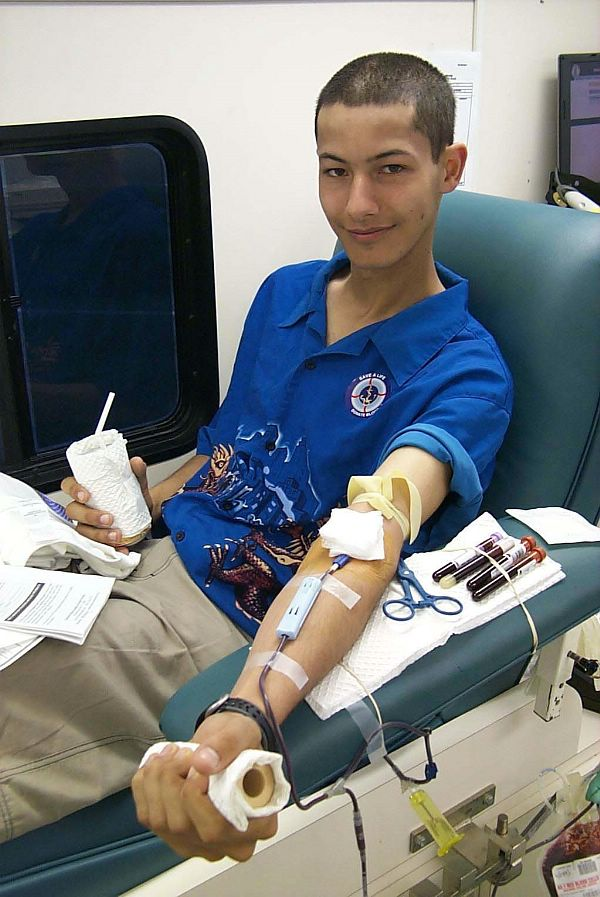
一名正在捐血的美國海軍士兵

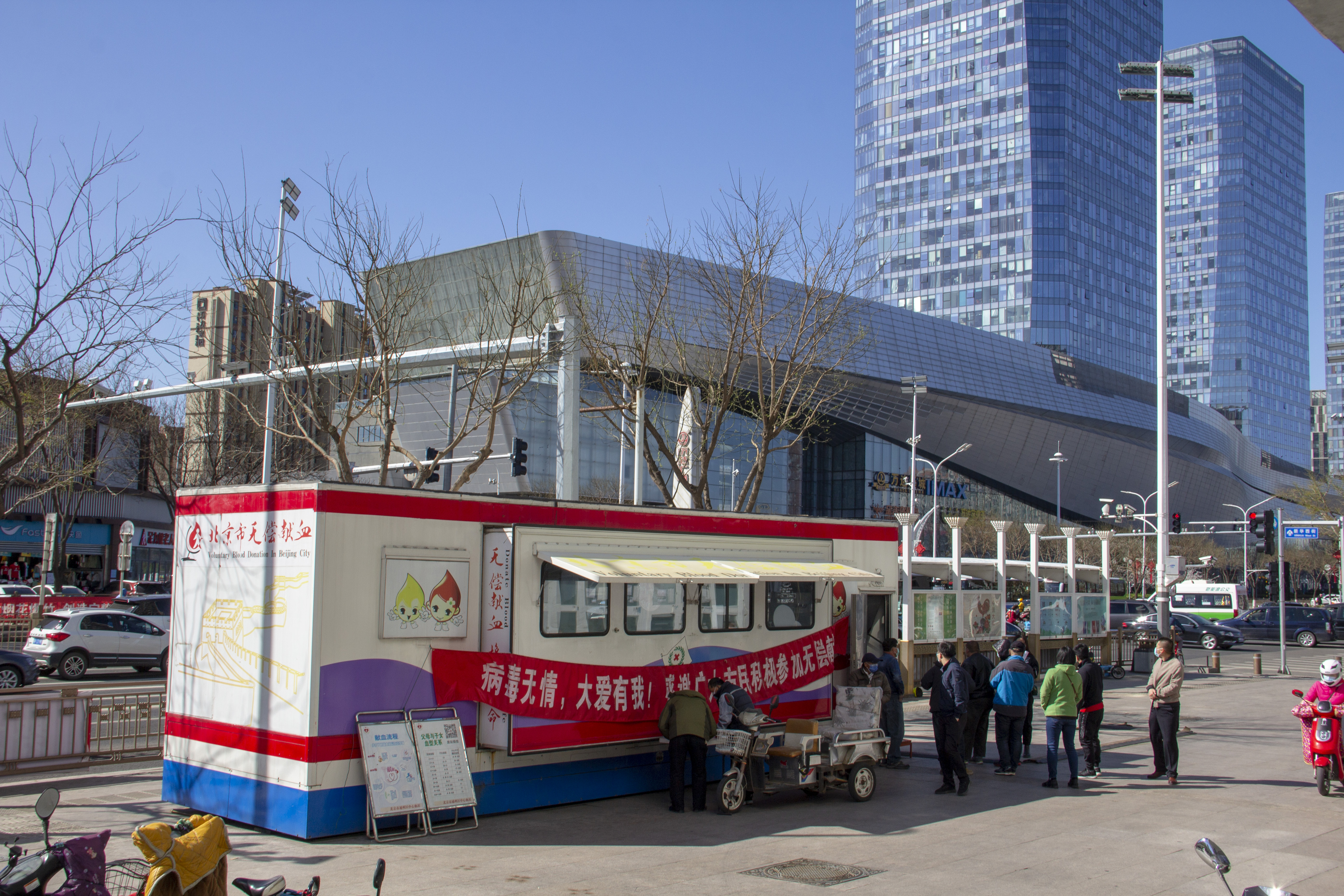
北京通州正在献血点排队献血的人

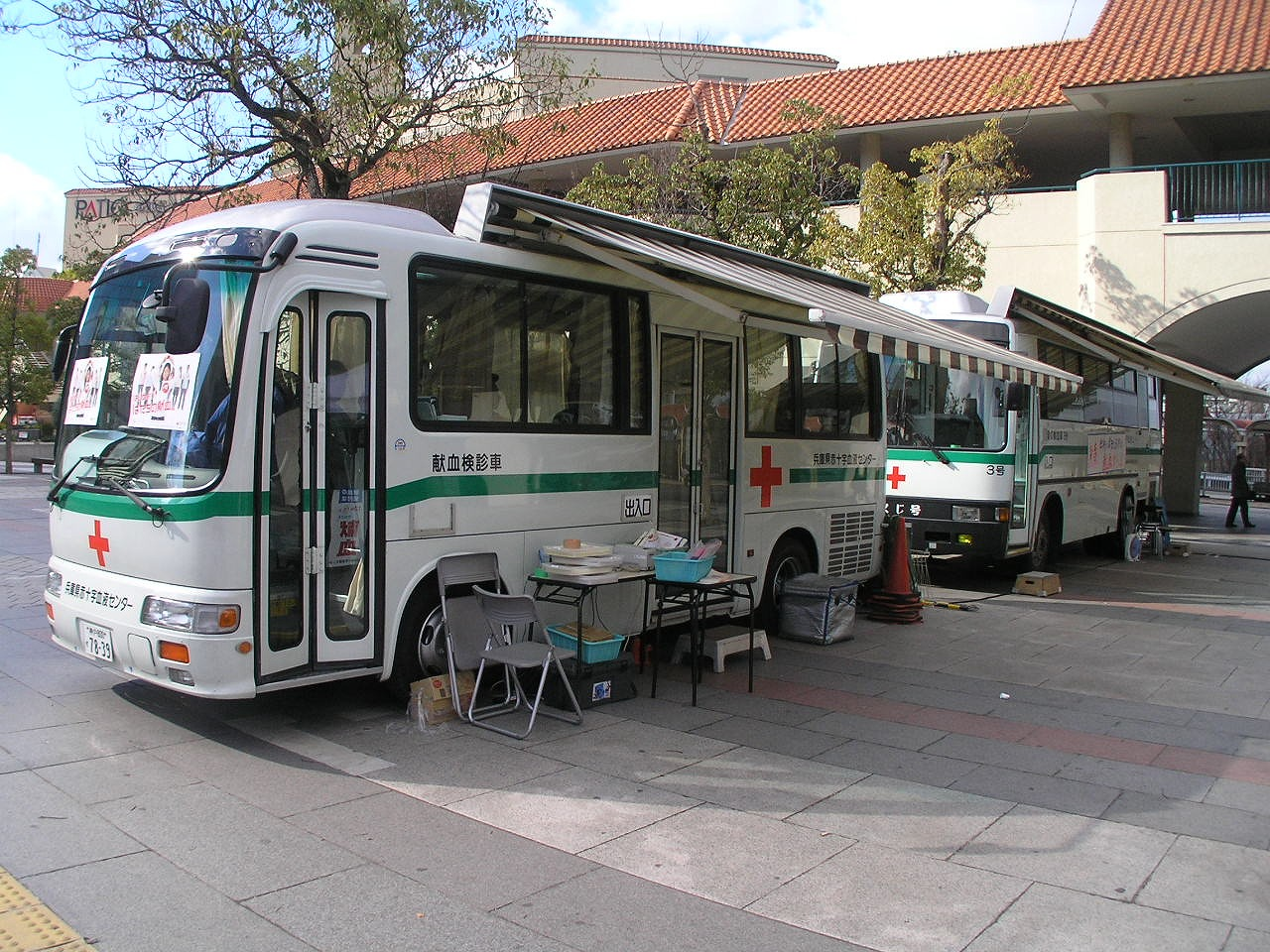
日本紅十字會流動捐血車

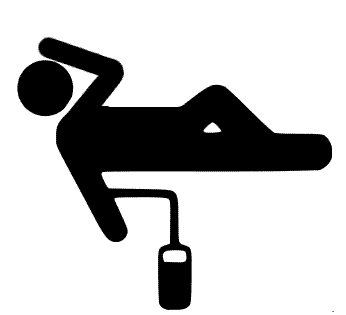
献血标志

捐血（blood donation）又称献血，指献血者自愿捐献全血、血浆或血液成分，而不收取任何报酬（但在一些情况下会收纪念品）的行为。這些血液通常存储在血库中，由医疗单位、血站或红十字会保管，以備需要者輸血時使用。有償捐血不能確保血液品質，不利于捐血者的健康。与有偿捐血相比较，无偿捐血得不到任何報酬。
一般人可在各地的固定无偿捐血站进行无偿捐血，許多无偿捐血站會定期派遣採血车到學校、單位、人流密集区，或配合地區活動來徵求捐血者。

## 歷史
1616年，英格蘭醫生威廉·哈維證實了動物體內的血液循環現象，並闡明了心臟在循環過程中的作用。
1665年，英格蘭醫生理查·洛爾完成了狗對狗輸血的首次成功記錄。隨後，許多醫生將動物血液輸入人體，導致人命傷亡。1678年，教宗宣告禁止輸血。
1818年，英格蘭婦產科醫生詹姆斯·布倫戴爾發明了一種輸血儀器，將人類的血液直接輸送給一個垂死的病人，挽救她的生命。他首先傳播一項事實：只有人類的血液可以輸送到另一個人類。
1901年，奧地利維也納病理學家卡爾·蘭德施泰納發現ABO血型。1930年，卡爾·蘭德施泰納博士因發現血型而被授予諾貝爾醫學獎。
1914年，比利時哈斯丁（Hustin）博士發現了使用檸檬酸鈉溶液防止儲存血液凝固的技術。
1932年，俄羅斯醫生安德魯·巴格達薩洛夫（Andre Bagdasarov）發展了透過在血液瓶中添加適定量葡萄糖和檸檬酸鈉的方法，可在攝氏4度下將讓儲存於瓶中的血液保存21天。
1936年，加拿大醫生白求恩於西班牙內戰期間在馬德里建立了世界上第一個血庫。1940年，卡爾·蘭德施泰納和亞歷山大·所羅門·維納一起發現了血液中的恒河猴因子。
1948年，國際紅十字會建議「醫療用血要採用無償捐血和免費用血」。1975年，世界衛生組織通過決議，敦促各成員加速發展自願無償捐血。

## 献血对健康的影响

### 血量和血液循环
血量：正常人的血液质量占体重的8%左右，一个正常成年人（50-60公斤），全身总血量相当于体重的8%左右，约有4000－4800毫升（ml）的血液。以美國外科醫師協會的失血分類，血液容量流失15%之內，屬於第一類的失血，並且一般對生命徵象並無影響。健康人每天产生的红细胞约2000亿个，血小板约1200亿个，每年产生的血细胞相当于人体血细胞的总量，因此献血后流失的血液会被迅速补充。世界各国所规定的一次献血量各有差异，但均不超过500毫升（0.5升），极少引起不良反应。
血液循环：人体全部血液中约有20%-25%的血液存储在肝脏、脾脏、肺等器官内，其中脾脏可以贮存高达20%的血液。当人体血液流失时，这些器官内的血液会进入血管，使血液循环中的血容量快速恢复正常，保持血压不变。所以，献血不会影响血液循环和血压。

### 傳染病
儘管采取嚴格措施，仍無法徹底杜絕共用采血器械和血液製品傳播疾病的問題，獻血及輸血人員仍有一定機率感染艾滋病等絕症。其中献全血不需回输，因此接触的器械数量有减少，共用器械问题应会更小。
獻血可能感染的傳染病包括艾滋病、肝炎、疟疾、乙型脑炎、出血热和未知的病毒等。除此之外，很多传染病包括疱疹、病毒感染、傳染性單核細胞增多症、弓形體病、錐蟲病（非洲昏睡病和恰加斯氏病）、利什曼病、布魯氏菌病、斑疹傷寒、絲蟲病、痲疹、沙門氏菌病和科羅拉多壁虱熱病等也随着血液传播。
艾滋病（抗体）窗口期難以檢測，難以排除借獻血傳播疾病的惡意行爲；有些国家更明定做出這種行為造成受贈者傷害為犯法。
世界卫生组织建议所有国家至少检测艾滋病抗体或抗体加抗原（其中p24抗原可以减少窗口期长度）、乙肝表面抗原、丙肝抗体或抗体加抗原、梅毒抗体。较发达国家采用RT-PCR和bDNA等核酸检测方式，相比抗体和抗原（免疫法）方式可以更有效也更准确地检测出传染病，但是更贵。此外也有研究给血液及血产品事后消毒的手段，如加入维生素B2（核黄素）进行紫外线照射等，作为额外一层保护。

### 并发症
首次献血者、十几岁的青少年和女性更容易出现不良反应。有研究表明约2%的献血者对于献血出现不良反应。大部分的不良反应是微小的。一项包括194,000个献血者的研究报告称有一位捐赠者出现了长期的并发症。在美国，血站（血液银行）必须报告与献血可能相关的任何死亡事件。一项从2008年10月到2009年9月的报告分析评估了6起严重死亡事件，发现其中5例死亡与献血并无关系，也尚无证据证实献血是剩余1例死亡的原因。
晕厥是通常情况下可能遭遇的最严重的问题。2010年8月10日，在中国大陆，曾有一位女大学生在献血约4个小时后因突然晕倒而致残的情况。

## 抽取血液
献血分为捐献全血、捐献血浆、捐献成分血。捐献全血即直接抽出血液。捐献成分血则是抽血后，使用离心机或过滤器将其分离，存储所需部分，然后将其余部分重新输给献血者。 此过程称为单采，通常需要使用专门的机器。目前较为普遍的成分献血是机採血小板。其次有白血球分離捐血，但因為沒有急迫性，并且可以透過全血分離出來，故較少見。
血液一般会从从皮肤下的大手臂静脉中抽出，通常是肘部内侧的肘正中静脉。抽取前，用碘酒或其他消毒剂进行消毒。消毒后进行静脉穿刺，即将针头插入静脉。接着固定针头位置，用敷料保护穿刺点。为了促进静脉回流，工作人员会要求献血者做握拳和松拳动作。为了促使血液流出，有时会在上臂缠上止血带，以增加手臂静脉中血液的压力，加速血液循环。也可以让献血者握住一个物体并挤压它，以增加静脉的血液流量。

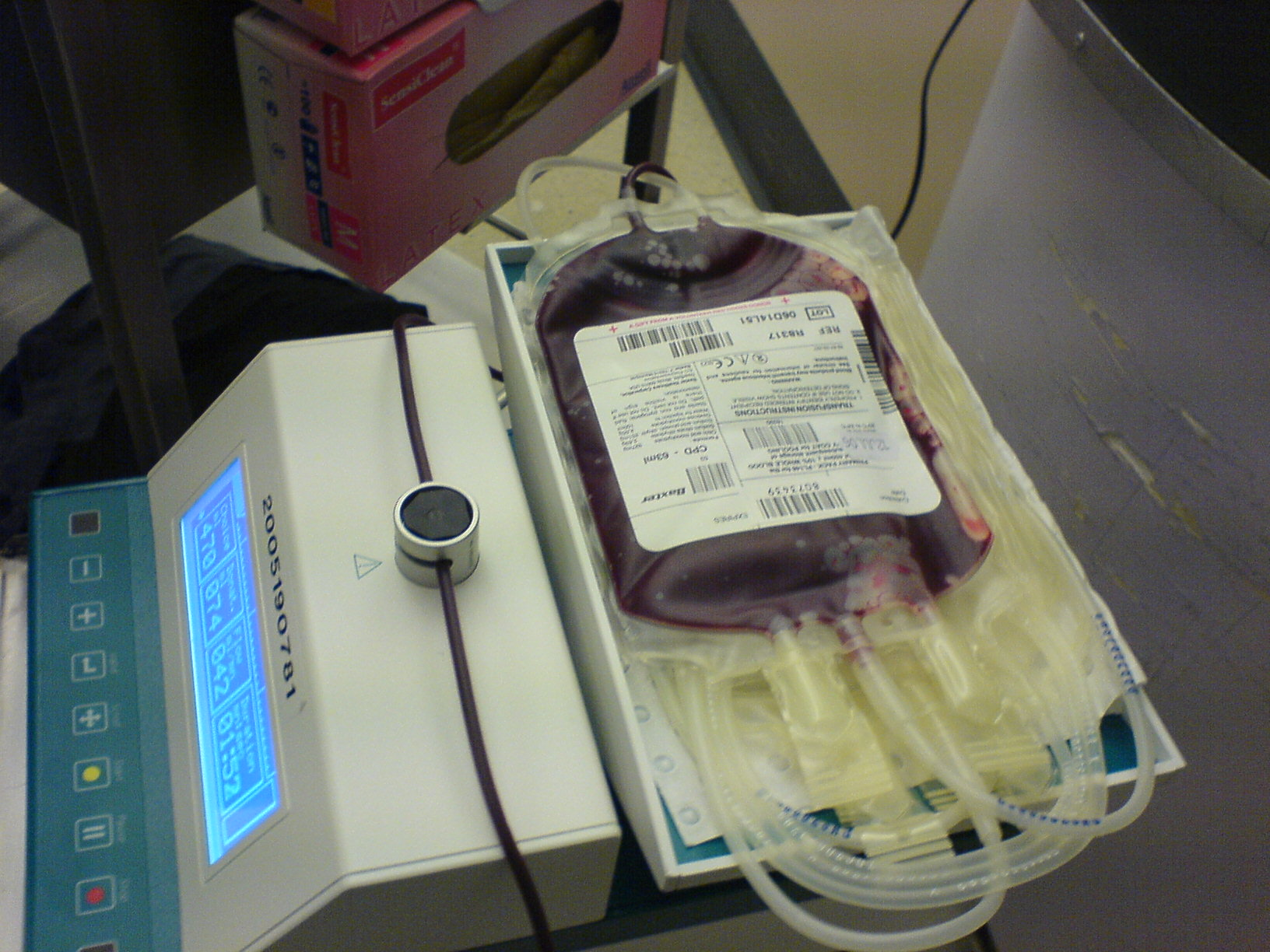
采血秤会摇晃血袋，使血液与抗凝剂更好地混合。

血液流入采血袋后，与抗凝剂混合。采血秤会不停摇晃采血袋，并称量已采集血液重量。也有可能手工混合。
达到献血的要求后，献血者松拳，工作人员将松开止血带，合闭止流夹，用消毒棉球或敷料轻按静脉穿刺点，拨出针头。此时献血者应加重按压10-15分钟，并停留10-15分钟，如无不适才能离开。
对于直接输血，有时会从动脉抽血，并且直接从献血者泵入受血者，无须存储。但这种方法在现在已很少採用。
| 国家/地区 | 无偿献血血量                     |
| --------- | -------------------------------- |
| 中国大陆  | 以200毫升为主，最多不超过400毫升 |
| 香港      | 350毫升及450毫升                 |
| 澳門      | 350毫升及450毫升                 |
| 台湾      | 250毫升及500毫升                 |
| 日本      | 200毫升及400毫升                 |
| 南韓      | 320毫升及400毫升                 |
| 西班牙    | 400毫升                          |
| 法國      | 400-480毫升                      |
| 瑞士      | 450毫升                          |
| 英國      | 470毫升                          |
| 英國      | 470毫升                          |
| 澳洲      |                                  |
| 美国      | 500毫升                          |
| 加拿大    | 450毫升                          |
| 波蘭      | 450毫升                          |
| 德国      | 500毫升                          |
| 荷兰      | 500毫升                          |

## 血液化验

### 献血前血液检测
为测定血型、保证血液质量和用血者的安全，在对无偿献血者经行采血之前，必须经行相应的血液化验。一般使用较为简易的化验方法，在献血之前对献血者的血液经行化验，包括血液比重、血型、肝功能、血液传染病等项目。
- 血液比重：较为普遍的检验是使用硫酸铜的方法。男性必须大于1.052（台灣1.054），女性大于1.050（台灣1.052；中國大陸1.051）
- 血型：确定献血者属于哪一种血型。除了ABO血型和Rh因子外，也會檢測其他罕有血型。
- 肝功能：以丙氨酸氨基转移酶（转氨酶）活力作为指标，使用赖氏法测定，应当小于25单位。
- 血液传染病：检查乙型肝炎病毒表面抗原、丙型肝炎病毒抗体、艾滋病病毒抗体、梅毒血清学检查4项。其中任意一项指标不合格者，不能参加献血。

在中国大陆，通常采用酶联免疫法检查乙型肝炎病毒表面抗原。但该方法有一定的缺陷，可能不能有效排查出乙型肝炎病毒（HBV），以进一步核酸检测为准。
在愛滋病空窗期接受的愛滋病病毒抗體檢查，有可能結果正常，且這階段傳染性極強。检测p24抗原可以缩小空窗期。
有些地區還會作如下檢測：
- 血红蛋白（Hb）测定：男≥120g/L；女≥115g/L。
- 单采血小板献血者：除满足以上条件外，还应同时满足：
  - 红细胞比容（HCT）：≥0.36；
  - 采前血小板计数（PLT）：≥150×109/L且<450×109/L；
  - 预测采后血小板数（PLT）：≥100×109/L。

### 献血后血液检测
以下是中华人民共和国卫生部颁布的《献血者健康检查要求》（GB18467-2011）中正文第6页的内容：
- 血型检测：ABO和RhD血型正确定型。
- 丙氨酸氨基转移酶（ALT）：符合相关要求。
- 乙型肝炎病毒（HBV）检测：符合相关要求。
- 丙型肝炎病毒（HCV）检测：符合相关要求。
- 艾滋病病毒（HIV）检测：符合相关要求。
- 梅毒（Syphilis）检测：符合相关要求。

该国家标准的制定单位对“符合相关要求”没有做出任何的注释或进一步解释。相反，按照欧洲输血委员会的标准进行质量控制的澳门献血中心对化验室的血液检验则必须采用核酸检验技术(NAT)检测乙型肝炎病毒(HBV)、丙型肝炎病毒(HCV)及人类免疫缺陷病毒（HIV），除此之外，首次献血者还会加验人类T淋巴细胞白血病病毒。由于病毒抗体检测存在“窗口期”，在中国大陆和台湾出现过受血者因输入符合相关规范标准的献血者血液而导致感染艾滋病或丙肝病毒的情况。
在台灣，醫療院所或捐血中心，對於艾滋病病毒（HIV）检测呈現陽性反應者，有主動通知主管機關之義務。
2004年，一份报告显示，vCJD（變種克雅二氏病）可以通过输血传播。这一发现使英國卫生保健官员感到不安，因为可能导致不久将来这种疾病的大规模流行。vCJD感染的血液检测是可能的，但是尚不能用于筛查献血。研究人员认为，在英国，2000人中就有1人是与食用受污染牛肉有关的疾病（vCJD）的携带者。

## 献血前后的注意事项
献血前：
1. 献血前一天保证足够的睡眠和良好的情绪；
2. 献血前一天不要吃高脂肪食品，例如油炸食品、牛奶、豆浆、花生、瓜子、冰淇淋等；
3. 献血前一天不要吃含色素多的食品，如胡萝卜；
4. 確保血壓正常；
5. 最近三天內未拔牙；
6. 不要服用藥物；
7. 不可饮酒。[42]

献血后：
1. 按压针眼不少于10分钟；
2. 针眼处24小时不要沾水；
3. 多補充水分；
4. 冰敷；
5. 避免暴饮暴食；
6. 当天避免剧烈运动。
7. 保持手臂舒展状态，避免提重物。[43]

## 对捐血者的要求
不是任何人都可以捐血。一般而言，未成年人、体质虛弱者和患有特定疾病的人不适宜献血。因此把血液存入血库之前的检查极其重要。這是為了保護供血者的健康與受血者的安全。另外某些原因遭拒絕捐血者，其器官可能亦無法進行器官移植。

### 中國大陸

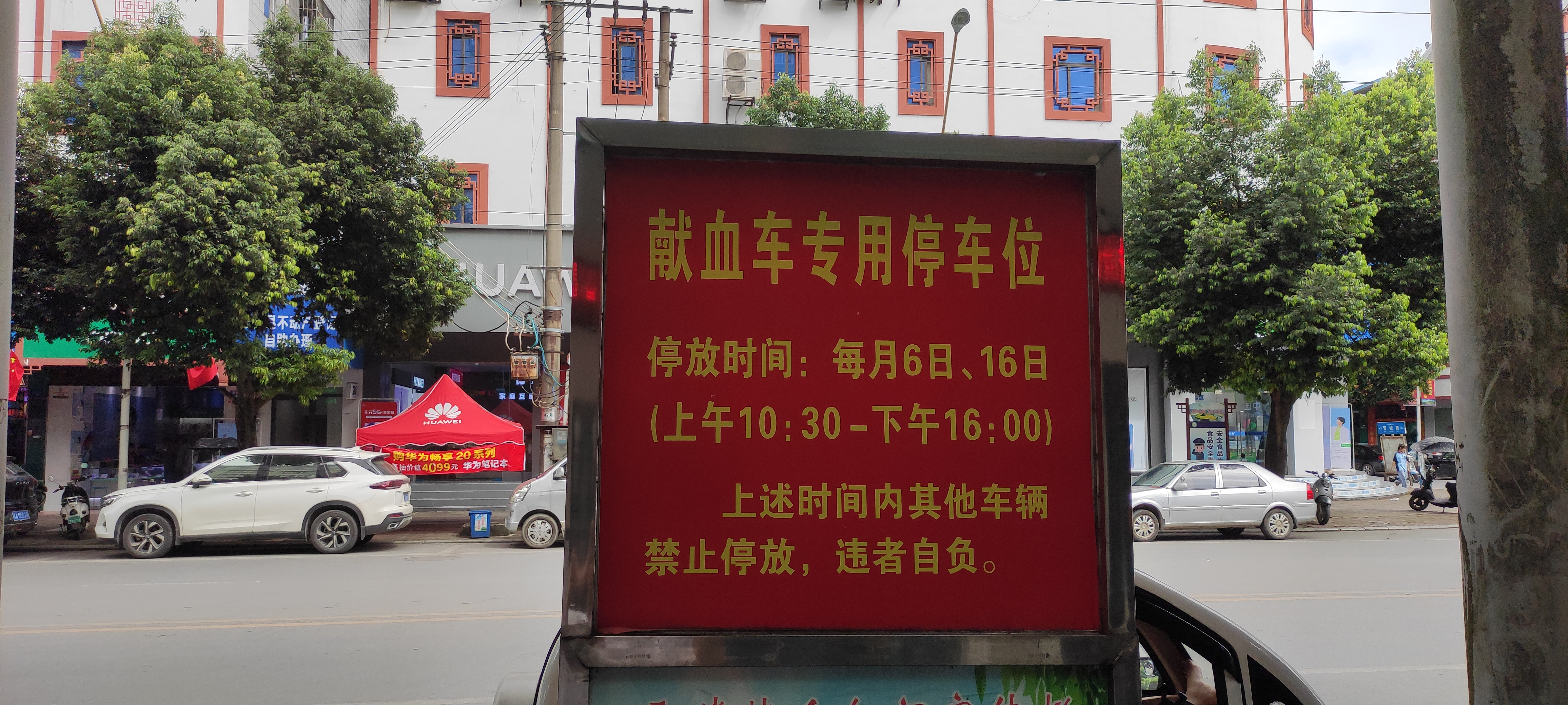
广西上林县一献血专用停车位立牌

献血者需填写一份《献血者知情同意及健康状况征询表》。中华人民共和国卫生部对献血者健康检查标准规定如下：
- 年龄：18-55周岁
- 体重：男≥50千克，女≥45千克。
- 血压：12-20/8-12kPa，脉压差：≥4kPa或90mmHg-140mmHg/60mmHg-90mmHg，脉压差：≥30mmHg。
- 脉搏：60-100次/分，高度耐力的运动员≥50次/分。
- 体温正常。
- 皮肤无黄染，无创面感染，无大面积皮肤病，浅表淋巴结无明显肿大。
- 五官无严重疾病，巩膜无黄染，甲状腺不肿大。
- 四肢无严重残疾，无严重功能性障碍及关节无红肿。
- 胸部：心肺正常（心脏生理性杂音可视为正常）。
- 腹部：腹平软、无肿块、无压痛、肝脾不肿大。

有下列情况之一者不能献血：
- 性病、麻疯病和艾滋病病毒感染者。
- 肝炎病患者，乙型肝炎表面抗原阳性者，丙型肝炎抗体阳性者。
- 过敏性疾病及反复发作过敏患者，如经常性寻麻疹、支气管哮喘、药物过敏。
- 各种结核病患者，如肺结核、肾结核、淋巴结核及骨结核等。
- 心血管疾病患者，如各种心脏病、高血压、低血压、心肌炎以及血栓性静脉炎等。
- 呼吸系统疾病患者，如慢性支气管炎、肺气肿以及支气管扩张肺功能不全。
- 消化系统和泌尿系统疾病患者，如较重的胃及十二指肠溃疡、慢性胃肠炎、急慢性肾炎以及慢性泌尿道感染、肾病综合征、慢性胰腺炎。
- 血液病患者，如贫血、血液病、凝血性疾病。
- 内分泌疾病或代谢障碍性疾病患者，如脑垂体及肾上腺病症、甲狀腺功能亢進、肢端肥大症、尿崩症及糖尿病。
- 器质性神经系统疾病或精神病患者，如脑炎、脑外伤后遗症、癫痫、精神分裂症、癔病、严重神经衰弱等。
- 寄生虫病及地方病患者，如黑热病、血吸虫病等。
- 各种恶性肿瘤及影响健康的良性肿瘤患者。
- 克-雅（Creutzfeldt-Jakob）病患者及有家族病史者，或接受可能是来源于克-雅病原体感染的组织或组织衍生物（如硬脑膜、角膜、人垂体生长激素等）治疗者。
- 做过切除胃、肾、脾等重要内脏器官手术者。
- 慢性皮肤病患者，特别是传染性、过敏性及炎症性全身皮肤病，如黄癣、广泛性湿疹及全身性牛皮癣等。
- 眼科疾病患者，如角膜炎、虹膜炎、视神经炎和眼底有变化的高度近视。
- 自身免疫性疾病及胶原性疾病，如系统性红斑狼疮、皮肌炎、硬皮病等。
- 易感染免疫缺陷病毒的高危人群，如有吸毒史者，男同性恋者、多个性伴侣者。[45]
- 某些职业病患者，如放射性疾病、尘肺及有害气体，有毒物质所致的急慢性中毒等。
- 该献血者血液曾使受血者发生与输血相关的传染病者。
- 体检医生认为不能献血的其它疾病患者。

有下列情况之一暂不能献血：
- 半月内拔牙或其他小手术者。
- 妇女月经前后三天、妊娠期、流产后未满六个月，分娩及哺乳期未满一年者。
- 感冒、急性胃肠炎病愈未满一周者，急性泌尿道感染病愈未满一个月者，肺炎病愈未满三个月者。
- 某些传染病：如痢疾病愈未满半年者，伤寒病愈未满一年者，布氏杆菌病愈未满二年者，疟疾病愈未满三年者。
- 近五年内输注全血及血液成分者。
- 较大手术后未满半年者，阑尾切除、疝修补术、扁桃体手术未满三个月者。
- 皮肤局限性炎症愈合后未满一周者，广泛性炎症愈合后未满二周者。
- 被血液或组织污染的器材致伤到污染伤口及施行纹身手术后未满一年者。
- 与传染病患者密切接触史者，自接触之日起至该病最长潜伏期。

### 香港
香港捐血條件 
全血
- 體重41公斤或以上（即90磅或以上）
- 年齡介乎16至66歲生日當天（適用於首次捐血者）
- 16至17歲的青少年須相隔不少於150天才可捐一次，每年最多可捐三次（16至17歲的青少年須在第一次捐血前先徵得家長簽署同意書。）
- 18歲或以上成年女士則須相隔不少於105天才可捐一次，每年最多可捐四次
- 18歲或以上成年男士須相隔不少於75天才可捐血一次，每年最多可捐五次
- 66歲或以上之捐血者，如於過去兩年內曾成功捐血，並通過中心醫生的年度健康評估，便可繼續捐血至76歲生日當天。
- 捐血者需帶備香港身份證以作登記之用
- 為確保捐血者健康及血液安全，中心必須實施嚴謹捐血者篩選條件。所有捐血人士必須在每次捐血前填寫捐血登記表格內有關健康、生活習慣及旅遊紀錄的問題，通過血色素測試和護士健康諮詢，通過程序後再接受體温及血壓量度，一切正常方可以捐血。

成份血
- 年齡 18 至60歳
- 體重超過55公斤
- 手臂血管粗大（兩手皆是最為理想）
- 曾重覆捐血後而沒有任何不適
- 願意定期每月捐贈成份血

一般來說，每包全血經分離後可得一份的血小板，而成分捐血每次則可直接取得4至6份的血小板。後者能大大減少病人接受不同捐血者血液的頻率或機會。
另外由於人體內貯存著大量的血漿和血小板，而人體機能亦可迅速補充所捐出的數量（血小板約3至7天，血漿只需24小時便能完全補充），因此理論上成分捐血者可每隔兩星期捐贈血漿或血小板一次，每年不可超過24次。

### 澳門
在澳門，捐血者年齡必於介於17歲至69歲，18歲以下的青少年，須先徵得家長簽署同意書。首次捐血者，最高捐血年齡為60歲。捐血者體重必須大於或等於45kg。男性每隔3個月可捐血1次，女性每隔4個月可捐血1次。

### 台灣
根據中華民國衛生福利部訂定之「捐血者健康標準」，捐血者的基本條件必須年滿17歲，男性體重達50公斤，女性體重達45公斤以上方可捐血。
懷孕或產後，接受輸血，接種活性減毒疫苗，懷疑自己感染愛滋病，或近期內曾罹患性病、肝炎、出入疫區等，應該暫緩捐血。
曾患癌症、感染愛滋病、吸毒、慢性酒精中毒、曾長期使用血液製劑、性工作者以及有男性間性行為者，永不得捐血。
捐血250c.c.者須間隔兩個月以上，才可再進行捐血，捐贈500c.c.者，須間隔三個月以上。進行分離術捐血者，間隔二星期以上即可再進行捐血。並規範男性的最適年捐血量為1500c.c.以內，女性的最適年捐血量為1000c.c.以內，分離術捐血者一年捐贈的次數最多為24次，血量不超過12公升為限。間隔兩周才能捐血小板，每年最多僅能捐廿四次血小板，但捐一次血小板可計算為兩次捐血次數。

### 加拿大（魁北克省除外）
年齡介乎17歲生日至71歲生日之間(經常捐血者)，或年齡介乎17歲生日至61歲生日之間(第一次捐血者)，體重超過50公斤(110磅)的健康人士，都可以捐血。滿61歲初次捐血者，滿67歲至未滿71歲有捐血過但已有兩年無捐血經驗，以及滿71歲和以上人士，必須取得醫生證明才可捐血。此外，滿71歲後，必須每年提供醫生證明才可捐血。證明表格可由加拿大血液服務中心網站所得。捐血量為450mL，捐血的頻率最短為56日。捐血者於捐血前，將要回答一份問卷，以核實捐血的資格。

### 其他
- 惡性腫瘤：
  - 原位癌者較寬鬆，白血病者最容易被禁止
  - 澳洲：5年
  - 美國：紅十字會治療後1年，但白血病、淋巴瘤者人仍禁止。
  - 英國：禁止
- 定康顯（Tegison）：
  - 會造成畸胎，捐血中心大多不會篩選血液受贈者。
  - 大多數禁止
  - 日本：兩年
- 激素類：
  - 來自人體禁止。
  - 來自人工合成不禁止。
- 器官移植：
  - 大多數禁止。
  - 美國：一年，硬腦膜者禁止。
- 輸血
  - 大部分輸血至多一年。
  - 血源為英國、法國者大多禁止。
  - 血源為非洲特定國家(卡麥隆、中非共和國、查德、剛果、赤道幾內亞、加彭、尼日、或奈幾內亞)者多數禁止。

## 各地的无偿献血
台灣在1974年開始無償捐血，2008年的捐血率為7.8%。澳門則在1989年開始，2009年的捐血率為2.4%。

### 中國大陸
1997年12月29日，第八届全国人民代表大会常务委员会第二十九次会议通过《中华人民共和国献血法》，于1998年10月1日起实施。
《献血法》指出：
- 国家提倡18－55周岁的健康公民自愿献血。
- 血站是采集、提供临床用血的机构，是不以营利为目的的公益性组织。
- 血站对献血者每次采集血液量一般为二百毫升，最多不得超过四百毫升，两次采集间隔期不少于六个月。
- 公民临床用血时只交付用于血液的采集、储存、分离、检验等费用。
- 无偿献血者临床需要用血时，免交（实际情况是先交费，后报销；如果是献血地和用血地在中国大陆的不同省份，则必须携带相关证明材料回到献血地的血站申请报销）前款规定的费用；无偿献血者的配偶和直系亲属临床需要用血时，可以按照省、自治区、直辖市人民政府的规定免交或者减交前款规定的费用。

2020年6月14日开始，中国国家卫生健康委宣布全国电子无偿献血证正式启用，无偿献血者可以通过国家政务服务平台和支付宝、微信、百度小程序一键查看本人的电子无偿献血证和全国范围内的献血记录。全国电子无偿献血证的正式“上线”，实现了全国452家血站的信息互联互通，唯有军队系统内血站不在此列。
中国政府对无偿献血给予以下六种奖励：
- 无偿献血奉献奖：分为金、银、铜奖，分别奖励自愿无偿献血达四十次、三十次、二十次的无偿献血者；以及终身荣誉奖，奖励累计获得无偿献血奉献奖金奖3次以上者，终身荣誉奖仅表彰一次。

（献全血200ml按1次计算，400ml按2次计算；捐献机采血小板1治疗单位按1次计算，2治疗单位按2次计算。）
- 无偿献血促进奖：奖励为无偿献血事业作出贡献的单位和个人。获奖标准为：

（一）单位奖，需符合以下基本条件：两年内参加自愿无偿献血累计达到200人次以上，且该累计献血人次数不小于本单位在职员工总数50%的单位；或者两年内参加自愿无偿献血累计达到1000人次以上的单位。
（二）个人奖，需符合以下基本条件：长年支持无偿献血工作，在组织自愿无偿献血、保障血液供应等方面作出重要贡献的个人。
（三）特别奖，需符合以下基本条件：长年为普及无偿献血知识，弘扬无偿献血人道主义精神，营造无偿献血良好社会氛围，推动我国无偿献血事业作出突出贡献的单位和个人；或者捐赠人民币、采供血设备、设施及其他物品达到50万元以上的单位和个人。
- 无偿献血志愿服务奖：用以奖励积极参与无偿献血和造血干细胞捐献志愿服务工作的个人。获奖标准为：

(一)“一星级”，无偿献血和造血干细胞捐献志愿服务累计时间达到100小时的志愿者；
(二)“二星级”，无偿献血和造血干细胞捐献志愿服务累计时间达到300小时的志愿者；
(三)“三星级”，无偿献血和造血干细胞捐献志愿服务累计时间达到600小时的志愿者；
(四)“四星级”，无偿献血和造血干细胞捐献志愿服务累计时间达到1000小时的志愿者；
(五)“五星级”，无偿献血和造血干细胞捐献志愿服务累计时间达到1500小时的志愿者；
(六)“终身荣誉奖”，无偿献血和造血干细胞捐献志愿服务时间超过10年且累计时间超过2000小时，或累计时间超过3000小时的志愿者。终身荣誉奖仅表彰一次。
- 无偿献血先进省（市）奖：奖励积极支持无偿献血事业的省（自治区、直辖市）、设区的市（地、州）。获奖标准为：

（一）无偿献血能够满足临床用血需求，临床用血100%来自自愿无偿献血；
（二）表彰年度内，当地献血人群中定期献血者比例或千人口献血率不低于全国平均水平；
（三）15-55周岁人口中，城市居民对无偿献血知晓率应达到85%以上，农村居民应达到75%以上；在校青少年应达到95%以上；
（四）当地新闻媒体积极播放宣传无偿献血知识的公益广告，弘扬无偿献血先进事迹；
（五）辖区内70%以上的公共场所，如主要路段、街头、广场、公园、商业区和旅游景区等，免费设置无偿献血知识的公益广告牌或宣传栏；
（六）根据当地医疗机构临床用血量，设置布局合理、数量适当的固定献血屋（点）。
- 无偿献血先进部队奖：奖励为无偿献血事业作出贡献的军队和武警部队。其获奖标准为：官兵无偿献血知晓率达到95%以上、自愿无偿献血100%的军队和武警部队军级（独立师）以上单位。
- 无偿捐献造血干细胞奖：奖励成功捐献造血干细胞者。获奖标准为：

（一）奉献奖，成功捐献造血干细胞1次的捐献者；
（二）特别奖，成功捐献造血干细胞2次以上的捐献者，或者成功捐献造血干细胞1次且自愿无偿献血20次以上的捐献者。

#### 北京市

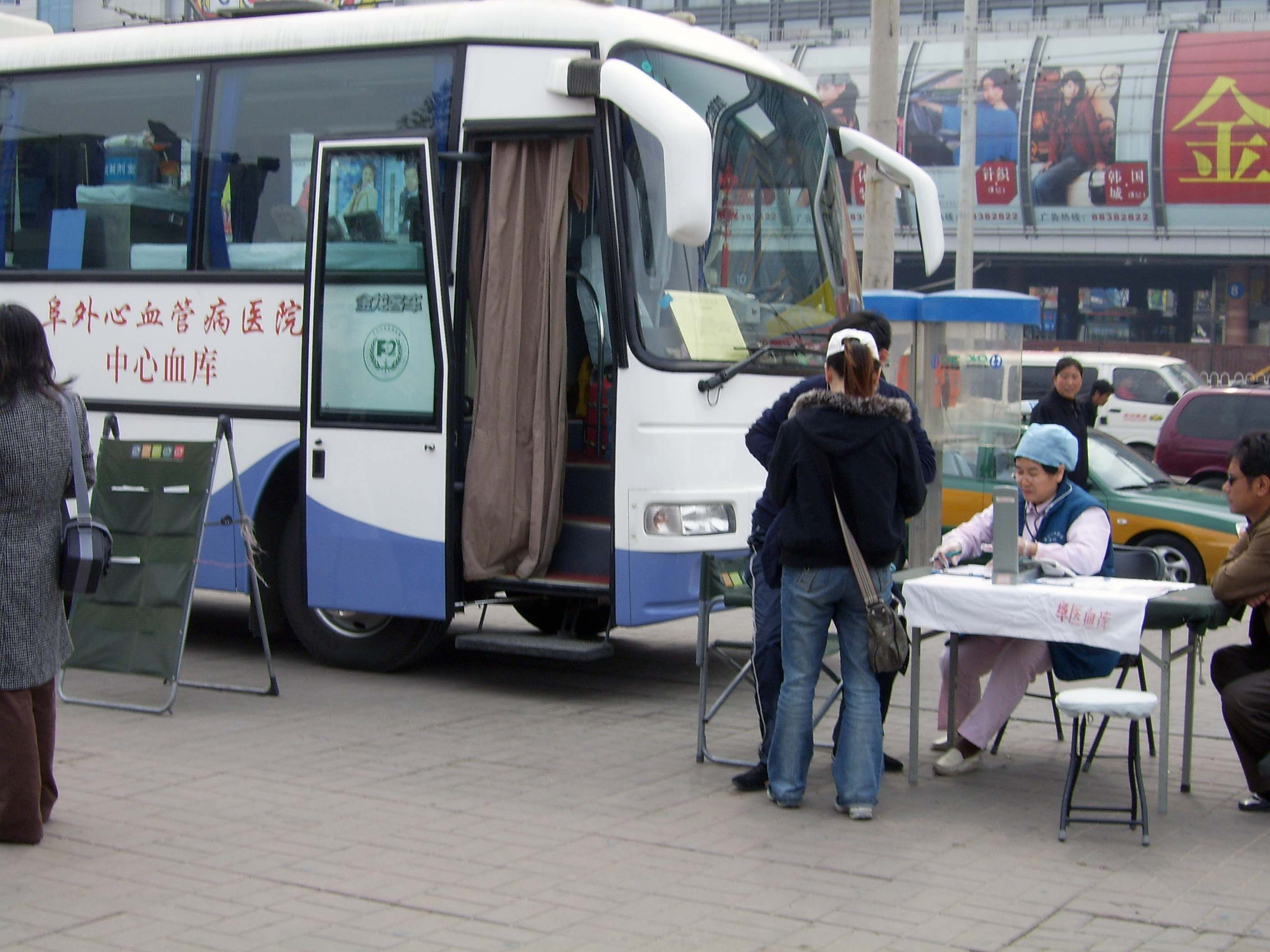
北京街头的无偿献血车

根据北京市政府的相关政策，参加北京市无偿献血的公民，自献血之日起5年内免费使用捐血量5倍的血液；5年之后免费使用献血量等量的血液。参加北京市无偿献血公民的配偶和直系亲属，不符合献血条件的，自公民献血之日起5年内免费使用献血量等量的血液。
北京市临床血液大多来自街头采血的形式，在用血紧张时，可能动员高校、部队、国家机关等单位的人员无偿献血。

#### 上海市

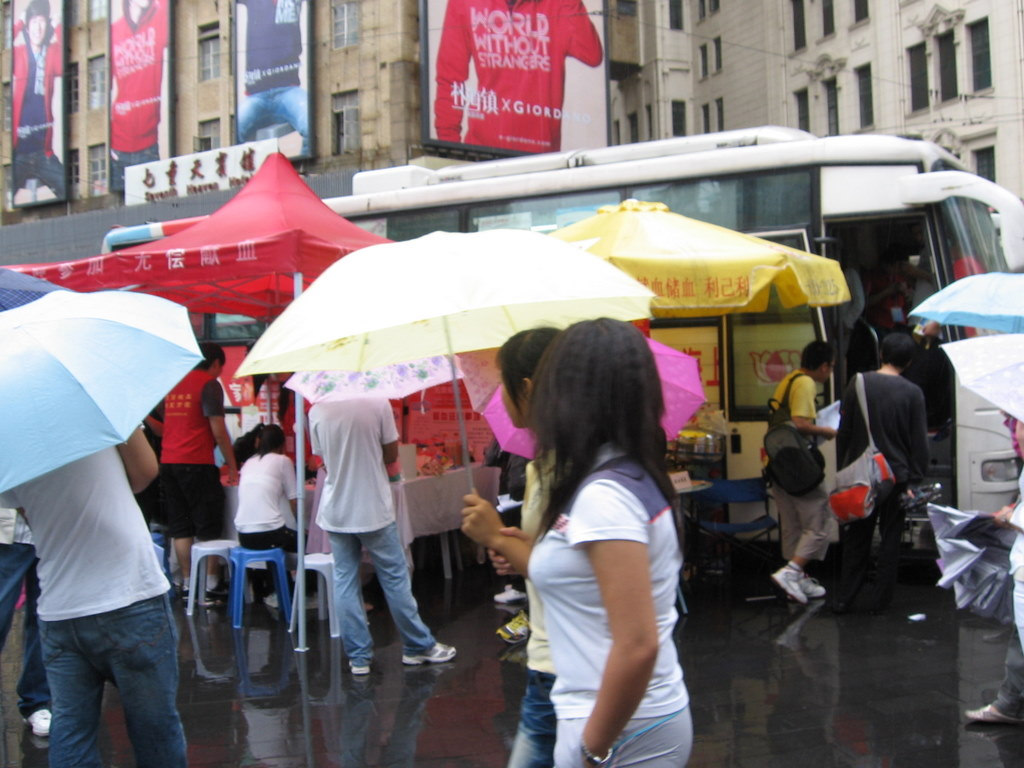
上海南京东路世纪广场的无偿献血车

根据上海市卫生局网站在2000年四月三日公布的“沪卫医政（2000）44号”文件中《上海市无偿献血表彰奖励暂行办法》的规定，凡符合国家“无偿献血奉献奖”和“无偿献血促进奖”条件的个人与单位，均可按照规定逐级上报后有相关单位颁发。荣获国家“无偿献血奉献奖”的无偿献血者，同时可获得由市红十字会授予的“上海市红十字荣誉会员”称号，并颁发证书、证章。
上海市特别设立“白玉兰无偿献血奖杯”、“无偿献血纪念奖”、“无偿献血促进奖”表彰符合规定条件的无偿献血者以及促进上海市无偿献血事业发展的单位和个人。
- 上海市“白玉兰无偿献血奖杯”，奖励无偿献血达五十次的无偿献血者，同时颁发由上海市红十字会颁发会长亲笔签署的上海市白玉兰无偿献血奖证书。
- 上海市“无偿献血纪念奖”，奖励无偿献血达五次的无偿献血者。
- 上海市“无偿献血促进奖”，用于奖励：一次捐款15万元（含）以上人民币或者等值物资，用于发展无偿献血事业的单位或个人；在无偿献血的组织、临床用血新技术研究和推广、采供血等工作中作出显著成绩的单位和个人；为推动上海市市无偿献血工作，长期提供公益性服务、宣传并作出突出贡献的单位和个人。

其中献血量的计算以全血200毫升按1次、400毫升按2次计算；成分血每一个机采单位按4次计算。在《中华人民共和国献血法》及《上海市献血条例》颁布前的无偿献血次数也可参与累加计算。
上海市无偿献血表彰奖励会每两年举行一次，来表彰“白玉兰无偿献血奖杯”获得者、“上海市无偿献血促进奖”获得者。奖励规则适用于上海市行政区域内的单位和个人，包托外省市、华侨、港澳台以及外籍在沪的单位和个人。

#### 广州市
根据2021年5月1日起施行的《广州市献血管理规定》，在广州市内参加献血的无偿献血者和参与献血服务的志愿者，按照有关规定享受公共租赁住房加分等优待。在广州市献全血10次或以上可申领《广州市无偿献血优待证》。
其中，在本市范围内，献全血累计达到10次以上或者献血次数累计达到20次以上的无偿献血者，献血志愿服务累计时间达到480小时以上的志愿者，发给《无偿献血优待证（C）》，给予免费游览市、区所属公园、纪念馆、博物馆、科技馆和实行政府定价、政府指导价的景区的优待。
在本市范围内，献全血累计达到20次以上或者献血次数（含成分献血）累计达到30次以上的无偿献血者，献血志愿服务累计时间达到600小时以上的志愿者，发给《无偿献血优待证（B）》，除（C）证所获优待外，给予以下优待：（一）到公立医疗机构就诊的，享受优先就诊，免交普通门诊诊查费；（二）符合条件的可以按照规定优先入住市、区公办养老机构。
在本市范围内，献全血累计达到30次以上或者献血次数（含成分献血）累计达到40次以上的无偿献血者，献血志愿服务累计时间达到3000小时以上的志愿者，发给《无偿献血优待证（A）》，除（B）（C）证所获优待外，给予以下优待：（一）免费乘坐市内线路的公共汽（电）车、过江渡轮和城市轨道交通等公共交通工具；（二）对符合条件的灵活就业人员按照规定给予社保补贴；（三）同等条件下优先提供就业岗位，优先推荐就业，优先保障子女入托、入学。
其中献全血200毫升按1次、400毫升按2次计算献血次数；成分血每一个治疗单位按1次计算。

#### 浙江省
根据《浙江省实施〈中华人民共和国献血法〉办法》，为浙江省内获得全国无偿献血荣誉奉献奖的献血者颁发《浙江省无偿献血荣誉证》，凭荣誉证可在浙江省内免费乘坐公交地铁、免费游览政府指定的公园、门诊免诊疗费。简称“三免”。

#### 江苏省
《江苏省献血条例》规定2017年9月1日起在本省获得国家无偿献血奉献奖、无偿捐献造血干细胞奖、无偿献血志愿服务终身荣誉奖的个人，可以凭相关证件免费游览政府投资主办的公园、旅游风景区等场所，到政府举办的医疗机构就诊免交普通门诊诊察费，免费乘坐城市公共交通工具。（简称“三免”待遇）。
。

#### 南宁市
2017年5月，《南宁市无偿献血奖励办法》规定：“三星级献血之星”奖项及以上的获奖者（无偿献血累计达8000毫升及以上）、“五星级无偿献血志愿者”奖项的获奖者（无偿献血志愿服务累计时间达到600小时以上）、无偿献血志愿服务终身荣誉奖奖项的获奖者和无偿献血终身成就奖奖项的获奖者，可免政府投资的市管公园、A级旅游景区等场所的门票，到市属及各县(区)公立医疗机构就诊免交诊查费，免费乘坐城市公共交通工具。2018年3月1日，广西南宁市启用无偿献血荣誉卡，便于有关获奖者享受上述“三免”福利政策。

#### 合肥市
2021年3月31日，合肥市正式发布通知，符合条件的无偿献血者可以办理合肥市无偿献血荣誉证。从5月1日起，在合肥市参加无偿献血、无偿献血志愿服务或捐献造血干细胞（包括华侨、港澳台同胞及外籍在华人员），符合下列条件之一的个人：
（一）在合肥市献血10次以上的献血者；
（二）在合肥市献血20次以上，荣获国家无偿献血奉献奖的献血者；
（三）在合肥市无偿献血志愿服务时间超过十年且累计时间超过1500小时、或累计时间超过3000小时，荣获国家无偿献血志愿服务终身荣誉奖的志愿者；
（四）在合肥市成功捐献造血干细胞并荣获国家无偿捐献造血干细胞奖个人。
符合上述奖励范围中第（一）项的个人可审核办理《合肥市无偿献血荣誉证（爱心卡）》，可享受以下优待：
1.免费乘坐公交车辆。
2.免费游览公园景点。
3.免费停车：免费在政府投资的公共停车场和路内停车位每天停放一次，停放时间不超过两小时。
符合（二）（三）（四）中任意一项的个人可审核办理《合肥市无偿献血荣誉证（光荣卡）》，可享受以下优待：
1.免费乘坐公交车辆。
2.免费乘坐合肥轨道交通。
3.免费游览公园景点。
4. 免费停车：免费在政府投资的公共停车场和路内停车位每天停放一次，停放时间不超过两小时。
5.免交市属医院、县医院、县中医院普通门诊诊察费。

### 香港

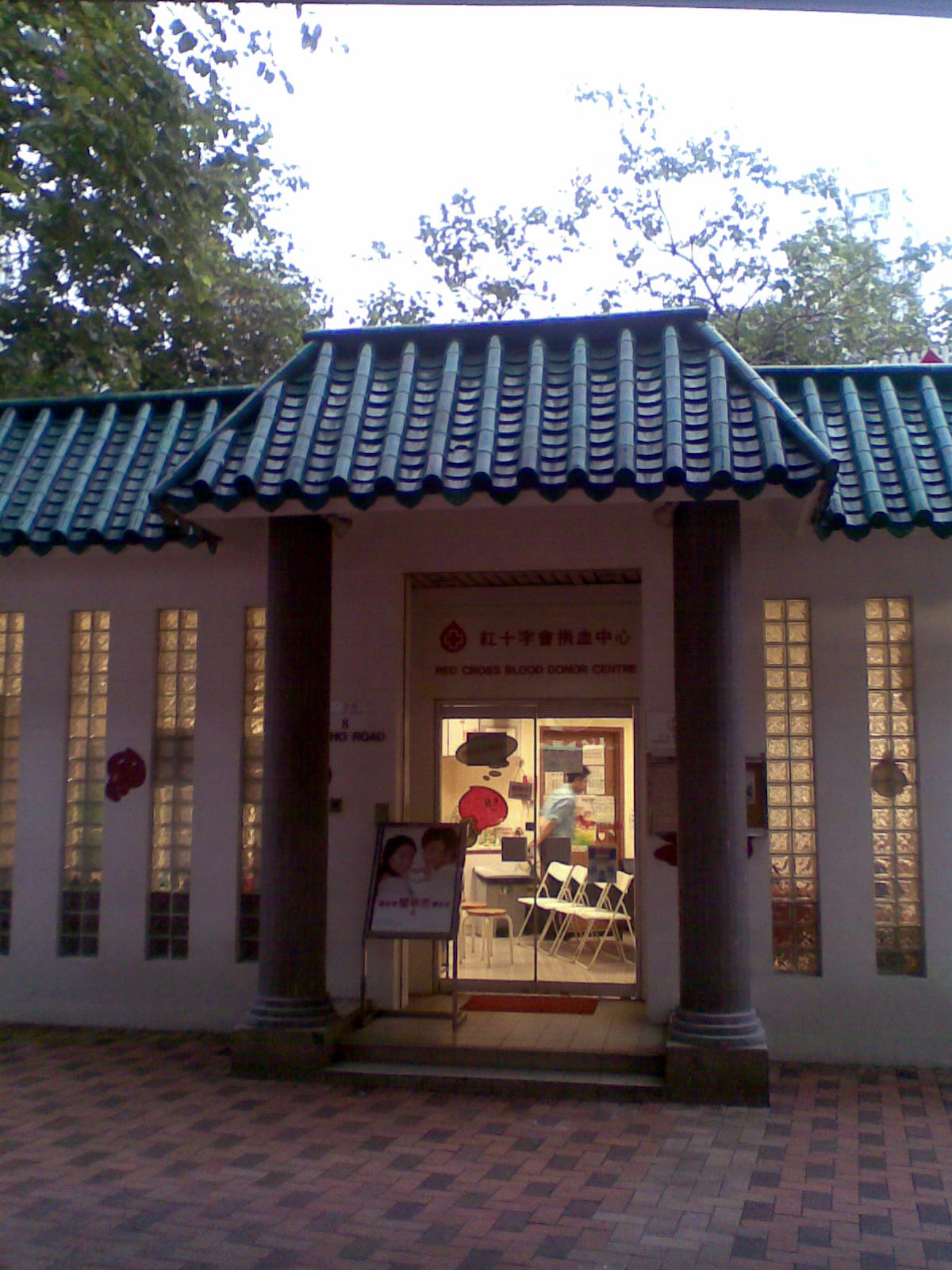
香港紅十字會荃灣捐血站

香港紅十字會自1952年起推動沒有報酬的自願捐血活動，一直是香港唯一提供血液予香港醫院病人使用的機構。紅十字會輸血服務中心由1991年12月起歸納於醫院管理局管轄。由於血液沒有替代品，血液的來源有賴社會人士的自願及無償捐贈。
市民可前往捐血站、流動捐血車或流動捐血隊捐贈血液。為提供足夠及安全的血液供醫療之用，每天必須有足夠市民來捐血，故此招募捐血者是紅十字會輸血服務中心工作重點之一。招募科職員會定期聯絡政府部門、學校、公共事務機構、私營公司及各大社團安排捐血活動。
所有收集回來的血液都經過一系列化驗，以確保受血者的安全。中心每年平均分發超過三十多萬單位全血及血液成份予全港醫院病人使用。
透過定期的公民教育及宣傳活動，以提高公眾人士對血液的認識及了解其重要性，從而鼓勵更多市民加入捐血行列，並成為定期捐血者。
捐血前，先要填妥一份表格，以便中心把每一位捐血人士的最新個人資料詳細記錄在電腦系統內。中心職員會為捐血者磅重，並透過一些篩選程序，查詢捐血者的健康狀況。然後會為捐血者量血壓。如捐血者要求，捐血人士可选择捐血前在入針部位注射少許麻醉藥，使捐血時沒有痛苦的感覺。捐血過程大約是七至十分鐘，而每次捐血份量大約是350至450毫升。捐血後有飲品和小食招待，以補充失去的水份。捐血者在休息五至十分鐘後便可離開。

### 澳門
捐血中心成立於1988年，是澳門特別行政區政府衛生局屬下其中一個廳級部門，也是澳門唯一提供血液、血液成分及輸血服務的機構。運作經費完全由澳門政府承擔，並免費供應血液成分給本澳醫院所有有需要的病人。捐血中心所提供的血液和血液成分的質量控制是按歐洲輸血委員會的標準進行的。
捐血中心是通過以下五個步驟來保障血液的安全：
1. 嚴格篩選捐血者：捐血中心根據歐洲輸血委員會和美國血庫協會的標準，結合本地的流行病學特點制定捐血者篩選的條件，並定期對有關指引進行更新。
2. 捐血者自我排除機制：每位捐血者每次捐血前都需填寫捐血者“健康問卷”，讓捐血者可初步自我篩查自身的健康狀況；捐血後亦會獲發“捐血後須知”，讓捐血者知道如捐血後出現發熱伴頭痛、咳嗽、腹瀉或肌肉酸痛等症狀及因任何理由懷疑自己捐出的血液不適合輸給病人時，如何聯絡捐血中心進行良心回電。
3. 捐血前醫生的諮詢和體檢：每一位捐血者捐血前都會由捐血中心的醫生對其進行簡單的體檢和諮詢，當捐血者遇到健康上的問題，醫生會給予適當的健康指引，必要時作出治療和跟進。
4. 化驗室的血液檢驗：
  1. 每一包血液都必須經過七項檢驗，其中四項檢驗項目是檢驗傳染病，包括：肝炎（乙型和丙型）、梅毒和愛滋病，而首次捐血者還會加驗人類T淋巴細胞白血病病毒(引致白血病的有關病毒)。
  2. 採用核酸檢驗技術(NAT)檢測乙型肝炎病毒(HBV)、丙型肝炎病毒(HCV)及人類免疫缺陷病毒(HIV)，縮短了病毒檢測的空窗期。
5. 完善的捐血者資料系統：1999年開始捐血中心就引入電腦系統管理工作，所有捐血者的捐血記錄都會被輸入電腦系統作儲存和備份。

所有收集血液的用具都是採用已消毒及一次性用完即棄的，捐血者不易感染到傳染性疾病。
- 澳門捐血中心
- 流動捐血站

### 台灣

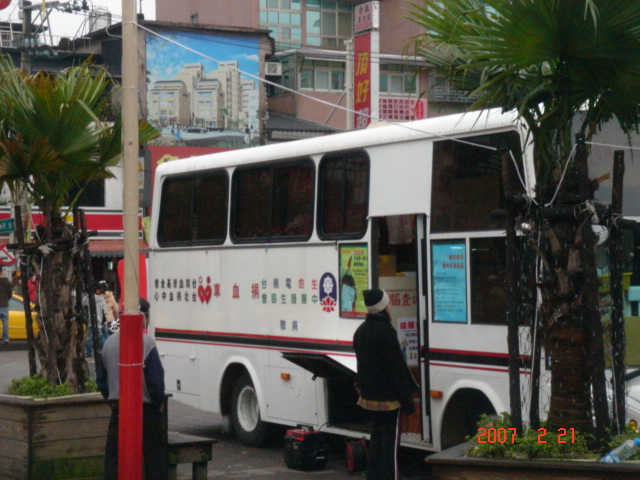
新北市瑞芳車站前的捐血車

捐血由醫療財團法人台灣血液基金會負責，主要有台北、新竹、台中、台南、高雄、花蓮六個捐血中心。為了提倡捐血，許多團體都會舉辦一些活動來吸引大家參與。在台灣的網路社群中，批踢踢BBS站即有「捐血換P幣」的長期活動，原本只是一項與台大號捐血車合作，臨時號召台大學生捐血的網路活動，但是因為此BBS站的使用者來自台灣各地，在大家的推動下，變成一個全台、長期性的捐血活動，站方更成立看版，方便大家參與這項活動。
在捐血前，捐血單位會先做必要的調查，必須出示身份證明（如身分證、駕駛執照等有照片及身分證統一編號的證件），測量體重，並填寫身高、病史、用藥狀況、最近一次用餐時間和個人資料。接著測量血紅素的比重，測量方式是在手指上扎一針，滴入血液在硫酸銅溶液中，依血液下沉的情形判斷是否適合捐血。捐血時，護理人員會安排捐贈者放鬆躺於躺椅上，並開始收集血液，過程約15至20分鐘，不同捐贈者血流速度不同，所需時間也不同。結束後，護理人員會以消毒棉花和透氣膠帶包紮傷口，並協助捐血者於休息區休息片刻，捐血站多會提供牛奶、餅乾等食物供捐血者補充營養。
除了捐贈的血液外，護理人員會保留兩管血液作為檢驗，檢驗內容包括EIA病毒檢驗、生化檢驗、血型檢驗及肝炎病毒、HIV、梅毒血清檢驗，捐血者可在一星期內接到電子郵件或書面的檢驗報告（為防止被用來檢驗愛滋病造成受血人危險，報告中不告知是否感染HIV病毒）。

### 马来西亚
马来西亚卫生部设有国家血液中心，供人民上门献血。

## 世界献血者日
2004年世界卫生组织、红十字会与红新月会国际联合会、国际献血组织联合会、国际输血协会将2004年6月14日定为第一个世界献血者日，旨在“鼓励更多的人无偿献血，宣传和促进全球血液安全规划的实施”。

## 外部連結
- 衛生署之捐血者健康標準
- 醫療財團法人台灣血液基金會 （页面存档备份，存于）
- 香港紅十字會輸血服務中心 （页面存档备份，存于）
- 澳門捐血中心 （页面存档备份，存于）
- 血站技术操作规程（2019版）